# Kite Wind Generator
La tecnologia KiteGen è un progetto italiano di eolico d'alta quota; è stato ideato da Massimo Ippolito al fine di produrre energia sfruttando i venti di alta quota, noti anche come venti troposferici.
Il progetto prevede due filoni principali di sviluppo: il KiteGen Stem (centrale eolica che sfrutta la trazione generata da un singolo kite) ed il KiteGen Carousel (centrale eolica ad asse di rotazione verticale, azionata da molti kite contemporaneamente). In quest'ultimo caso il diverso orientamento dell'asse di rotazione dovrebbe eliminare tutti i problemi statici e dinamici che impediscono l'aumento della potenza (cioè delle dimensioni) ottenibile dagli aerogeneratori tradizionali.
Dopo un inizio promettente, ma funestato da problemi burocratici incontrati nel sito di Berzano di San Pietro (AT), il prototipo a scala industriale è stato costruito nel 2010 a Sommariva Perno (CN). Attualmente è stata terminata la progettazione di una nuova macchina ed è iniziata la fase di produzione della stessa a scala industriale.
Il progetto è titolare di oltre 40 brevetti registrati a livello internazionale ed è citata o è oggetto primario in oltre 350 pubblicazioni scientifiche nonché di diversi articoli pubblicati sulla stampa nazionale e internazionale. Infatti, nel 2010 la tesi di dottorato di Lorenzo Fagiano – “Control of Tethered Airfoils for Hight-Altitude Wind Energy Generation” - gli ha valso l’Eni Award e nel 2015 KiteGen è stata citata tra le 8 tecnologie energetiche emergenti più interessanti dal National Geographic. Inoltre, il 25 gennaio 2016 Cleantech Group ha pubblicato la lista delle più interessanti aziende innovative del 2015 nel settore “clean technologies” e KiteGen, unica azienda italiana, era presente nella categoria “100 Ones to Watch. A novembre 2016 è stata selezionata tra le 40 aziende che hanno partecipato al Cleantech Summit & Networking Dinner a Rotterdam.

## Venti di alta quota
La caratteristica della tecnologia KiteGen risiede nella scelta di una fonte di energia ad alte prestazioni: i venti di alta quota, noti anche come venti troposferici.
Esistono due nastri di vento che avvolgono la terra: uno passa sopra la Terra del Fuoco nell'emisfero australe e l'altro passa sopra l'Europa. L'altezza del nastro europeo va da circa 500 metri fino a 10.000 metri di altitudine, mentre la larghezza è di 4.000 – 5.000 km. I dati salienti sono una potenza media di 2 kW al metro quadrato (a circa 54 km/h) e un numero di ore annuali pari a circa 7000 (un anno ha 8760 ore).
I venti di alta quota hanno, quindi, la caratteristica di essere stabili, quasi equamente distribuiti intorno alla superficie della terra, quasi sempre presenti e molto forti (15 m/s ovvero circa 2 kW/m2, con una potenza estraibile di 0,5 - 0,84 kW/m2), mentre quelli di superficie sono forti solo in pochi siti e per circa 1.700 – 2.000 ore all'anno (ore che rappresentano il rapporto kWh prodotto in un anno rispetto alla potenza dell'aerogeneratore).
Queste caratteristiche rendono il troposferico una riserva con un alto potenziale.
Il vento che si intende sfruttare con la tecnologia KiteGen è quello che spira fra 800 metri e 1.500 metri di quota con una velocità media di 7 m/s e una potenza specifica di 200 W/m2 (con una potenza estraibile di 50 - 85 W/m2).
Il 4 marzo 2012 è stata presentata una risoluzione parlamentare che impegna il Governo “ad assumere iniziative per riconoscere il vento troposferico o d'alta quota quale fonte di energia rinnovabile; a promuovere opportune iniziative, anche agevolando l'accesso al credito per gli investimenti e ridimensionando la quota di imponibile sul credito di imposta per attività di ricerca e sviluppo, al fine di lanciare attività imprenditoriali che sviluppino tecnologie per sfruttare il vento troposferico”.

## Storia
L'idea di utilizzare aquiloni per catturare l'energia dei venti di alta quota e trasformarla in energia meccanica o elettrica non è nuova.
Una delle prime trattazioni teoriche, alla base di molti lavori di ricerca più recenti, si deve a Miles L.Loyd, ingegnere impiegato al Lawrence Livermore National Laboratory, che per primo pubblicò nel 1980 sul Journal of Energy i risultati delle sue analisi sulle potenzialità energetiche del sistema e registrò un proprio brevetto per lo sfruttamento industriale del concetto.
La tecnologia non era però sufficientemente matura in quegli anni per consentire la realizzazione di un prototipo funzionante.
L'idea del Kite Wind Generator è dell'industriale Massimo Ippolito che, osservando i kitesurfer, ha notato la grande quantità di energia che i kite erano in grado di raccogliere e ha pensato che un sistema analogo avrebbe potuto produrre energia elettrica.
Nonostante oggi l'eolico d'alta quota rappresenti una tecnologia estremamente promettente per la generazione di energia pulita, all'inizio l'idea sembrava così azzardata che lo stesso Ippolito la accantonò per alcuni anni, pur rendendosi conto delle enormi potenzialità dell'invenzione.

## KiteGen Carousel
Il problema di "catturare" il vento è risolto dall'idea di impiegare profili alari di potenza (Power Kites) i cui movimenti sono controllati automaticamente da un computer. I profili alari sono ancorati tramite cavi ad una struttura che viene trascinata in un movimento rotatorio e che genera energia elettrica. Tale struttura funziona come la turbina di un impianto eolico, mentre i kites sono le "pale" della turbina.
I profili alari di potenza volano secondo traiettorie prestabilite, che permettono di trasformare la forza esercitata sui cavi in una coppia complessiva concorde che mette in rotazione la turbina ad asse verticale.
Come controllabile sul sito della Kite Gen, una centrale da 100MW necessita di un anello di 1000m (mille metri) di diametro, generando così 500GWh di elettricità in un anno [cioè funzionando a pieno regime per il 57% del tempo, NdA]. Il costo stimato è di 0.03€/kWh, con un netto abbassamento dei costi sia rispetto ai combustibili fossili che alle attuali rinnovabili. La centrale Kite Gen, infine, necessiterebbe di un'area d'interdizione al volo del tutto simile a quella degli attuali impianti (come centrali nucleari, petrolchimici, caserme, obiettivi sensibili, ecc.) per un'altezza di 5000 ft (1524 m) ed un raggio di un miglio nautico (1852 m).
L'ulteriore vantaggio dei profili alari di potenza risiede nel fatto che la lunghezza del cavo può permettere loro di raggiungere altezze oltre i 500 metri, dove scorre il vento di alta quota, senza introdurre criticità strutturali.

## Mobilegen
Ad agosto 2006 è stato sperimentato un primo prototipo di KiteGen dal nome Mobilegen, che ha le caratteristiche di essere mobile perché montato su un camion e di raggiungere quote limitate, in quanto il kite genera energia col vento di superficie.
Un generatore mobile di seconda generazione è stato sperimentato a settembre 2007 nell'aeroporto F. Cappa di Casale Monferrato (AL). L'unità chiamata KSU1 ha utilizzato un profilo alare di potenza che è stato fatto volare all'altezza di 800 metri con controlli automatici. Le sperimentazioni sono durate tre giorni e hanno richiesto particolari permessi all'aviazione civile e militare.

## KiteGen Stem
A dicembre 2010 è stato realizzato lo Stem a Sommariva Perno (CN), il primo prototipo statico del kitegen. La potenza prevista per quest'impianto è di 3 Mw. Per produrre energia lo Stem avrà un funzionamento elementare a yo-yo: le funi saranno srotolate con il kite in portanza e metteranno in funzione il generatore di elettricità. Raggiunta la distanza massima del kite dall'impianto, questo verrà messo in posizione di stallo e il kite verrà ritirato, quindi il ciclo si ripeterà. Video dello Stem appena completato.
Nota: il progetto ha subito alcuni ritardi: i lavori sono stati iniziati a Berzano San Pietro con l'assenso della giunta comunale ma un piccolo gruppo di persone si sono opposte al progetto portando all'abbandono dei lavori. Quindi si è scelta la località di Sommariva Perno.

## Finanziamenti
A giugno 2006 il kitegen era stato selezionato per ricevere un finanziamento pubblico nell'ambito dei Fondi per l'Innovazione Tecnologica (FIT) del Ministero per lo Sviluppo Economico, bandi "Energia" e "Digitale" 2005. Tuttavia, avendo il progetto ricevuto una valutazione di "priorità B" nel bando "Digitale", la procedura di valutazione non è stata esperita a causa dell'esaurimento dei fondi. Per quanto riguardava invece il bando "Energia", l'ente valutatore (Istituto bancario Sanpaolo) non ha completato la procedura e il finanziamento non è stato erogato.
Nell'ambito del 7º Programma-quadro dell'Unione europea un'elaborazione del progetto kitegen nell'ambito del settore trasporti è stato valutato "eccellente", ricevendo un finanziamento di 3M€ per la realizzazione di "soluzioni basate su profili alari per la generazione di energia elettrica a bordo di navi, per trazione e gestione di servizi ausiliari" (proposta n° 218691; acronimo: "Kit-Ves"). L'erogazione dei fondi partirà nell'ottobre 2008.
A partire dal 2008 Wind Operations Worldwide S.p.A. (in sigla WOW S.p.A.) (fondata come società a responsabilità limitata), una società di piccoli investitori, ha contribuito al progetto acquistando quote di Kitegen Research S.r.l., la società che detiene i brevetti del Kitegen. Ad oggi WOW S.p.A. partecipa al capitale con il 2,4% delle quote.
Nel 2012 la Soter S.r.L. che raccoglie piccoli e medi investitori rileva il 20,5% di Kitegen Research S.r.l. e nel 2013 rileva interamente la quota del 2,4% precedentemente detenuta da WOW S.p.A.

## Accordi
Nel 2019 Saipem e kitegen annunciano un accordo: «La nuova divisione XSIGHT di SAIPEM, che promuove le energie rinnovabili e sostenibili, è sicuramente pronta ad affrontare la natura multidisciplinare di questo notevole progetto"»
L'accordo punta a rendere più efficiente la produzione di energia eolica d'alta quota, grazie al vento molto più forte e costante presente oltre i 1000 metri di altezza. Questa tecnologia usa grandi kite (aquiloni) collegati a un generatore di energia elettrica posto a terra e collegato da funi estremamente resistenti (più resistenti dell'acciaio) e molto leggere. La potenza attesa per il kitegen è di fino a 3 MW di elettricità. Questo si legge nel resoconto dell'annuncio.